# 城区 (晋城市)
城区是中华人民共和国山西省晋城市所辖的一个市辖区。总面积为147平方公里。區人民政府駐新市西街。

## 人口
据2022年人口抽样调查，年末城区常住人口为585097人。全年出生人口4911人，出生率为8.41‰；死亡人口2822人，死亡率为4.83‰；自然增长率为3.58‰。
根據第七次人口普查數據，截至2020年11月1日零時，城區常住人口為574665人。

## 行政区划
城区下辖7个街道办事处、1个镇：
东街街道、西街街道、南街街道、北街街道、钟家庄街道、西上庄街道、开发区街道和北石店镇。

## 交通
- 342国道过境。

## 名胜古迹
- 全国重点文物保护单位1处：怀覃会馆（8-0258-3-061）
- 山西省文物保护单位2处：晋冀鲁豫野战军十二纵队整军地旧址（ 5-168）、东上地祗庙（6-189）